# Valvulopatia
La valvulopatia o malaltia valvular cardíaca és qualsevol procés de malaltia en una o més de les vàlvules del cor (les vàlvules aòrtica i mitral a l'esquerra i les vàlvules pulmonar i tricúspide a la dreta). Els problemes valvulars poden ser congènits (de naixement) o adquirits (deguts a una altra causa més endavant en la vida). El tractament pot ser amb medicaments, però sovint (i depenent de la gravetat) consisteix en la reparació o de substitució de la vàlvula cardíaca (inserció d'una vàlvula cardíaca artificial). Situacions concretes inclouen aquells en què hi ha un increment de la demanda circulatòria, com en l'embaràs.

## Tipus
| Vàlvula afectada   | Amb estenosi        | Amb insuficiència        |
| Vàlvula aòrtica    | Estenosi aòrtica    | Insuficiència aòrtica    |
| Vàlvula mitral     | Estenosi mitral     | Insuficiència mitral     |
| Vàlvula tricúspide | Estenosi tricúspide | Insuficiència tricúspide |
| Vàlvula pulmonar   | Estenosi pulmonar   | Insuficiència pulmonar   |

## Tractament
- Conservador.
- Quirúrgic: reparació valvular o substitució valvular.